# 朝鮮大学校 (日本)
朝鮮大学校（ちょうせんだいがっこう、英語：Korea University、略KU）は東京都小平市に本部を置く各種学校（朝鮮学校）。略称は朝大（ちょうだい、チョデ、조대）である。
朝鮮学校の管理運営は、各都道府県において認可を得た朝鮮学園（準学校法人）が、学校教育法及び私立学校法にのっとり独自に行っている。

## 概要
日本における朝鮮学校の最高教育機関に位置づけられるが文部科学省から大学としての認可を受けておらず、文部科学省以外の省庁が管轄する「省庁大学校」にも該当しないため、法律上は「私立学校法」が定める各種学校として存立している。学校の設置者は『学校法人・東京朝鮮学園』である。
第二次世界大戦後の開学から60年以上の歴史を有し、さまざまな組織改編を経て現在は4年制8学部（一部3年制）に在学生が学んでいる。開講科目は基本的に朝鮮語ですすめられるが、日本人教員も多く採用しており日本語の講義科目も多い。
在学生の大半が朝鮮高級学校の出身者であるが、一部日本の高校卒業生や高認合格者も在籍する。朝鮮学校出身者以外の生徒は編入班と呼ばれるグループに入り（留学生別科に相当）、朝鮮語の習得などを行っている。生徒には韓国籍、日本国籍の者も在籍している。
卒業生の進路は、朝鮮総聯職員、朝鮮学校教員などのほか、在日同胞企業などへの就職が多い。一方で他大学の学部、大学院進学者もおり、国内の大半の私立大学と一部を除く国公立大学は同校卒業生に大学院（法科大学院を含む）受験資格の門戸を開いている。
また国税庁は朝鮮大学校が学校教育法上の各種学校に該当する理由から税理士試験受験資格を認めてこなかったが2005年から朝鮮大学校の学生に受験資格を認めている。
2020年5月、日本政府が、新型コロナ関連支援策として感染症拡大の影響で経済的な困難を抱えている学生向けに創設した「『学びの継続』のための学生支援緊急給付金」の対象から、朝鮮大学校が除外された（朝鮮大学校側は抗議）。
朝鮮新報によると、2022年度の学生募集において、同校の教育水準や特色を広く宣伝する一方で、「推薦入試」や「入学前教育」といった新たな試みに取り組んだ結果、各地の朝鮮高級学校出身生はもちろんのこと、日本の高校を卒業した同胞生徒も広く募集した。

## 沿革
- 1955年 - 10月20日から3日間、日本社会党の古屋貞雄を団長とする国会議員訪朝団が北朝鮮を訪問し金日成と会見[注釈 1]。
- 1956年 - 東京朝鮮中高級学校（東京都北区下十条町）の敷地にて創立、2年制。
- 1958年 - 4年制となる
- 1959年 - 東京都小平市に移転（校舎は1962年度の日本建築年鑑賞を受賞）
- 1964年 - 図書館及び講堂を竣工
- 1964年 - 文学部・歴史地理学部・政治経済学部（政治経済学科）・理学部（物理数学科）・師範教育学部（師範科、体育科、音楽科、美術科）の5学部体制となる
- 1967年 - 工学部（機械工学科・電子工学科）を設置
- 1968年 - 美濃部亮吉東京都知事により各種学校として認可される[注釈 2]
- 1968年 - 工学部に金属工学科を新設
- 1970年 - 朝鮮語研究所を新設
- 1970年 - 外国語学部（英語科、仏語科）を設置
- 1974年 - 研究院（日本の大学の大学院にあたる）、民族教育研究所を新設
- 1975年 - 歴史地理学部に歴史学科と地理学科を新設
- 1977年 - 政治経済学部に経営学科を新設
- 1978年 - 政治経済学部に哲学科と師範教育学部に保育科を新設
- 1982年 - 創立25周年記念館竣工
- 1982年 - 政治経済学部経営学科が経営学部に昇格設置、社会科学研究所を新設
- 1985年 - 師範教育学部に3年制の師範科を新設
- 1990年 - 第3研究棟と体育館を竣工
- 1999年 - 理学部と工学部を統合して「理工学部」に改称、理工学部に情報処理学科を新設、政治経済学部に「法律学科」を新設、師範教育学部を「教育学部」に改称し教育学科を4年制と3年制に改編、研究院を前期2年・後期3年に改編
- 2001年 - ラグビー部が関東大学ラグビーリーグ戦グループに加盟。
- 2003年 - 短期学部を新設、文学部と歴史地理学部を統合して「文学歴史学部」に改称
- 2004年 - 単位制を導入
- 2006年 - 創立50周年を迎える
- 2007年 - 蹴球部が東京都大学サッカー・リーグ優勝、関東大学サッカーリーグ（2部）に昇格
- 2016年 - 創立60周年を迎える。
- 2022年 - 朝鮮大学校創立65周年に際し、大学グラウンドの人工芝がリニューアル[11]。
- 2023年 - 理工学部と短期学部を統合して「理工短期学部」に改称

## 応募資格と入学試験
朝鮮大学校の出願資格は朝鮮高級学校卒業もしくは見込みの者、または日本の高等学校を卒業もしくは見込みで朝鮮人の子孫であることである。なお、後者の場合は朝鮮総連の紹介状を出願書類に同封する必要がある。
試験科目は朝鮮学校出身者は朝鮮語、英語、数学、社会（日本で言う公民）、小論文、面接が必須で、文系なら朝鮮史と地理の選択、理系なら物理、化学、生物の選択となる。実技系学部では実技試験を課す。日本の高校出身者は朝鮮語の代わりに日本語（国語）、朝鮮史の代わりに世界史を課す。

## 学部
朝鮮大学校は全寮制であり、東京都小平市小川町1-700にキャンパス（校舎）を有している。人文科学・社会科学・自然科学3分野の各学部が存在する。
- 政治経済学部
  - 政治経済学科
  - 法律学科
- 文学歴史学部
  - 語文学科
  - 歴史地理学科
- 経営学部
- 外国語学部
  - 英語学科
  - 日本語学科
- 理工短期学部
  - 短期(2年制)
    - 生活科学科
    - 情報経理科

  - 理工⁽4年制⁾
    - 理学科
    - 電子情報工学科
- 教育学部
  - 教育学科⁽4年制⁾
  - 保育⁽2年制⁾
  - 音楽科⁽2年制⁾
  - 美術科⁽2年制⁾
- 体育学部

## 附属施設
- 記念館
- 附属図書館
- 出版部
- 研究院
- 社会科学研究所
- 朝鮮語研究所
- 民族教育研究所
- 自然科学研究所
- 朝鮮歴史博物館
- 朝鮮自然博物館
- 講堂
- コンピューター室
- 体育館
- 寄宿舎
- 同窓会事務局

## 著名な出身・関係者

### 関係者
- 韓徳銖 - 朝鮮大学校初代学長・在日本朝鮮人総聯合会初代中央常任議長
- 李珍圭 - 朝鮮大学校2代学長（1968年 - 1980年）
- 南時雨 - 朝鮮大学校3代学長（1980年 -  2001年）
- 張炳泰 - 朝鮮大学校4代学長（2001年 - 2018年）
- 韓東成 - 朝鮮大学校5代学長（2018年 - ）
- 康成銀 - 朝鮮大学校朝鮮問題研究センター研究顧問
- 洪南基 - 朝鮮大学校理事会理事長
- 李清敏 - 朝鮮大学校理事会副理事長
- 朴慶植 - 朝鮮大学校元教員（歴史学）

### 出身者
- 河信基（ジャーナリスト、元講座長・主任教授）
- 金蓮花（小説家、師範教育学部美術科卒）
- 李鳳宇（シネカノン代表、外国語学部フランス語学科卒）
- 朴忠佑（政治家、政治経済学部卒）
- 金賛汀（ノンフィクション作家）
- 金美徳（多摩大学経営情報学部教授）
- 孫明日香（松嶋あすか）（フリーアナウンサー、テレビ番組レポーター）
- 申在範（元サッカー選手、ジェフユナイテッド市原他）
- 金鍾成（サッカー指導者・元サッカー選手、FC琉球監督）
- 鄭大世（サッカー選手、アルビレックス新潟、元朝鮮民主主義人民共和国代表）
- 黄学淳（元サッカー選手、水戸ホーリーホック他）
- 金成勇（サッカー選手、 DSKシバジアンズFC（英語版））
- 姜成浩（元サッカー選手、京都サンガF.C.、大分トリニータ他）
- 黄誠秀（サッカー選手、元大分トリニータ）
- 金聖基（サッカー選手、藤枝MYFC）
- 朴一圭（サッカー選手、サガン鳥栖）
- 金弘淵（サッカー選手、ヴァンラーレ八戸）
- 尹英勝（サッカー選手、水戸ホーリーホック、ザスパクサツ群馬他）
- 尹昌洙（元サッカー選手、FC岐阜他）
- 品川大輝（サッカー選手、元カマタマーレ讃岐）
- 朴利基（サッカー選手、FC琉球)
- 李在根（サッカー選手、藤枝MYFC）
- 韓浩康（サッカー選手、ブラウブリッツ秋田）
- 金成純（サッカー選手、FC琉球）
- 韓勇太（サッカー選手、松本山雅FC）
- 韓勇岐（サッカー選手、Y.S.C.C.横浜 韓勇太の弟）
- 文仁柱（サッカー選手、FC岐阜）
- 李済華（サッカー指導者、國學院久我山高校サッカー部総監督）
- 朴禎賢（テコンドー師範、国際審判員、世界最優秀審判員2009）
- 黄秀一（テコンドー選手、世界ライト級王チャンピオン1992）
- 姜宗憲（極真空手師範）
- 金泰泳 (格闘家)
- 李冽理（プロボクサー、元WBA世界スーパーバンタム級王者）
- 徐吉嶺（ラグビー選手、豊田自動織機シャトルズ、7人制日本代表）
- ヤン・ヨンヒ（映画監督）

## 学生数
- 1956年時点で約60人[12]
- 1960年時点で約500人[12]
- 1990年代時点で約1500人[13]
- 2015年時点で約600人[14]

## 所在地
- 〒187-8560 東京都小平市小川町1-700

周辺は文教地区となっており、敷地は武蔵野美術大学と隣接している。またすぐ近くに白梅学園大学、創価中学校・高等学校、東京都立小平西高等学校がある。最寄り駅は西武拝島線東大和市駅、西武国分寺線鷹の台駅である、

## 批判
大韓民国の保守派に近い論調をとる産経新聞、統一日報を中心に朝鮮大学校に対する批判が下記の通り行われている。
1. 運営については在日本朝鮮人総聯合会（朝鮮総聯）や朝鮮民主主義人民共和国（北朝鮮）当局から支援・指導を受けている。建学時に資金提供を受けて以降、北朝鮮本国との協力関係は非常に強く、現学長である張炳泰は朝鮮民主主義人民共和国最高人民会議代議員（国会議員）に選出されている[15]。統一日報によれば朝鮮大学校は朝鮮労働党が指導する「国立大学」であり、朝鮮労働党の規範と指示に服従すること、全校生が寮生活、在日本朝鮮青年同盟（朝青）への所属を義務づけられている。2015年度卒業生には朝鮮総連が「進路指導協議会」を通じて約30人を朝青、約50人を朝鮮学校教員などのように卒業生の9割を強制的に朝鮮総連関連の組織に就職させたと報じている。黄長燁元労働党秘書と一緒に亡命した金日成総合大学の教務部で15年間勤務していた元朝鮮労働党資料研究室の副室長・金徳弘の回顧録『私は自由主義者だ』の記述から、朝鮮大学校卒業後の強制職場配置は自由社会の日本に朝鮮労働党の制度をそのまま移植したものと比較して主張している[16]。
2. 「開学から今に至るまで進歩的文化人の支援を受けて、在日コリアンに北朝鮮を支持するように金一族を首領として独裁体制に一生涯服従するように主体思想などの洗脳教育を教え込んでいる。さらに、日本で在日コリアンと日本人への洗脳と束縛の維持を担当する朝鮮総連の幹部養成、朝鮮総連傘下の在日本朝鮮人科学技術協会で北朝鮮の兵器開発に必要な技術者の育成を目的としている。金一族への忠誠を誓う在日本朝鮮青年同盟への加入を義務づけてきたため、ミサイルによる軍事的挑発を繰り返す北朝鮮への盲従への拒絶から在日コリアンの主流からは見放された。一部の北朝鮮を盲従する在日民族主義者以外の入学者も減ったため、生徒数は激減傾向にある[17]。朝鮮大学校を日本で『金正恩体制を支持する思想教育機関』となっている」と産経新聞は主張する[18]。
3. 2016年7月下旬に、朝鮮大学校学長の張炳泰（チャンビョンテ）は、在日本朝鮮人総聯合会（朝鮮総連）幹部会議に出席し、朝鮮総連議長の許宗萬による「米国の孤立圧殺を展開中だ。金正恩元帥さまを最高尊厳として推戴（すいたい）し、民族教育事業の革新を引き起こすため総決起しろ」という指示を、大学の幹部会議を通じて在校生に伝達している[19]。同年9月には、同年5月に日米壊滅を目指す手紙を北朝鮮の金正恩に送っていたことが判明している[20]。
4. 2016年創立60周年記念行事において発せられた金正恩を讃える忠誠文において、「大学内で米日帝国主義を壊滅できる力をより一層徹底的に整える」と、日米敵視教育の積極的推進が述べられている[19]。
5. 朝鮮総連幹部を輩出する政治経済学部と、朝鮮初級学校の校長を育成する教育学部（3年制）に在籍する生徒は、北朝鮮へ渡航して北朝鮮当局管理の訓練所で3か月以上生活し、「金一族を神格化した革命史や朝鮮労働党の方針をみっちりとたたき込まれる」ことで「思想教育の総仕上げを本国で行う」研修が義務づけられている[21]。
6. 2016年8月に、教育学部など3学部約60人の生徒を「短期研修」として北朝鮮に派遣していることについて、産経新聞によると、「金委員長に対する崇拝の念を北朝鮮当局からの指導を通じて、醸成させることが目的とみられる。」としている[19]。
7. 2016年2月に、朝鮮大学校元副学部長である朴在勲（パクチェフン）容疑者が詐欺容疑で逮捕された。同容疑者は、北朝鮮の対外情報機関「225局」の指示を受け、政治工作に関与していたことが分かった。警視庁公安部は朴在勲が日本の活動拠点責任者として対南工作の指示役を担っていたとみて詐欺容疑で逮捕。公安部の調べでは、在日朝鮮人の立場を利用し、活動が容易な日本の朝鮮大学校を中継地として韓国政界の情報収集のほか、工作員の獲得やデモ運動、反政府運動の取り組みを指示。工作員には数百万円を支援し、暗号化したメールなどを通して指示や報告を行っていたとしている[22][23]。